# Scudo con testa di Medusa
Scudo con testa di Medusa è un dipinto realizzato circa nel 1598 dal pittore italiano Michelangelo Merisi, detto il Caravaggio, conservato presso la Galleria degli Uffizi di Firenze. Fu pensato come decorazione di una rotella, uno scudo militare da parata.

## Storia
Esistono due versioni di Medusa realizzate dal pittore italiano Caravaggio:
- la prima è un dipinto a olio su tela, montato su uno scudo convesso di legno di fico (50 x 48 cm), eseguito tra il 1596 ed il 1598. L'opera si trova in una collezione privata in Italia. La prima versione è stata sottoposta ad interventi diagnostici che hanno evidenziato vari pentimenti e la presenza di disegni preparatori "a carbone". È detta "Murtola", a seguito del madrigale che Gaspare Murtola compose nel 1606 in onore del dipinto che ebbe grande fama. Secondo alcuni studiosi (Marini, Mahon, Gregori) si tratterebbe dell'autografo originario, mentre la versione degli Uffizi, priva di pentimenti, sarebbe una copia di mano dello stesso artista. Ciò che rende eccezionale questa prima versione è il fatto che conserva la firma di Caravaggio, impressa nel sangue che sgorga dalla testa;[1]
- la seconda, ispirata dalla prima, è stata commissionata dal cardinal del Monte[2] per Ferdinando I de' Medici. Anche qui si tratta di un dipinto ad olio montato su uno scudo convesso di legno di pioppo, e di dimensioni leggermente più grandi rispetto alla prima versione (60 x 55 cm). È conservato nella Galleria degli Uffizi di Firenze. Questa versione risulta di proprietà dei Medici dal 1598, cioè da quando giunse a Firenze il 25 luglio di quell'anno e fu collocata nella Sala dell'Armeria.[3] In suo onore Giovan Battista Marino compose un madrigale contenuto nella prima parte della sua Galeria.[4]

La seconda versione fu commissionata dal cardinal Francesco Maria Bourbon del Monte, ambasciatore a Roma del Granduca di Toscana, che poi la diede in regalo al granduca Ferdinando I de' Medici. Nel 1598 il Granduca stava allestendo le sale della Galleria di Palazzo Vecchio ed aveva in animo di sistemarvi la sua ricca collezione di armi. Venuto a conoscenza delle intenzioni di Ferdinando, il cardinale pensò di arricchire la collezione con un pezzo prestigioso che potesse inserirsi nel contesto delle armi e dei tornei e con l'intenzione di far conoscere a Firenze le straordinarie abilità del suo protetto, Caravaggio. Il cardinale portò personalmente il dono a Firenze consegnandolo il 25 luglio 1598 come registrato nel Guardaroba Mediceo.
Il tema della Medusa, caro ai Medici, non sembra essere stato casuale. In ambito umanistico, la testa della Medusa o Gorgone aveva un valore simbolico in quanto allegoria della prudenza e della sapienza. Tale simbologia era ben nota e presente in molti trattati di pittura dell'epoca. Infatti, nel Dialogo dei colori di Ludovico Dolce (1565), si legge che la Medusa raffigura la prudenza acquisita per mezzo della sapienza. Il dono dell'immagine di Medusa aveva dunque un valore augurale (oltre, naturalmente, a quello apotropaico tradizionale).
Secondo Giorgio Vasari, nelle collezioni del Granduca Cosimo si annoverava un dipinto dello stesso tema eseguito da Leonardo (e poi smarrito).
Il dipinto, di autore fiammingo anonimo, è del 1600. Inoltre, in Piazza della Signoria era già esposta la celebre scultura in bronzo del Perseo con la testa di Medusa di Benvenuto Cellini. Lo scudo (o "rotella") dipinto dal Caravaggio era invece stato posto in una sala della Galleria del Granduca, su di un manichino a cavallo vestito alla persiana, insieme ad altre armi da torneo o parata. Quando, nel Settecento, l'Armeria venne dismessa e venduta rimase la sola "rotella" a testimonianza del rispetto e l'ammirazione per l'opera del Caravaggio.

## Descrizione e stile
Lo 'scudo' dipinto da Caravaggio è un saggio stimabile delle capacità ottiche del pittore, che riesce ad annullare gli effetti della convessità del supporto. La luce, proveniente dall'alto, proietta l'ombra della testa sul fondo verde dello scudo. L'osservatore ha dunque l'impressione che l'ombra venga proiettata su di un fondo concavo e quindi che la testa vi fluttui sopra. Il volto della Medusa è colto nel momento dell'urlo, scaturito dall'improvviso taglio della testa dalla cui base sgorga un fiotto di sangue. Gli occhi spalancati ed allucinati, la tensione del corrugamento della fronte, la bocca spalancata che mostra i denti ed il fondo oscuro dell'interno, sono esaltati dalla luce calda ed improvvisa. La luce evidenzia anche l'orrore prodotto dalla capigliatura di serpi.

### Iconografia
Come è noto il tema deriva da Esiodo (Teogonia, 274-284) e soprattutto da Ovidio (Metamorfosi, IV, 769-803). Medusa o Gorgone era un mostro con la testa ricoperta da una capigliatura di serpi sibilanti, il cui sguardo aveva il potere di pietrificare chiunque la guardasse. L'eroe Perseo, grazie all'aiuto di Minerva e Mercurio scovò Medusa e la uccise recidendole il capo. Per poter evitare lo sguardo terrificante, l'eroe non guardò il mostro, ma la sua immagine riflessa su di un lucido scudo di bronzo. In seguito, donò la testa recisa (che ancora conservava il suo potere terrificante) a Minerva che la collocò sulla sua egida per terrorizzare i nemici.
Nel Rinascimento, si poteva disporre di ottime traduzioni in volgare delle Metamorfosi, di cui alcune illustrate. Una, molto nota, era quella di Giovan Andrea dell'Anguillara, pubblicata a Venezia nel 1563. La fortuna delle Metamorfosi fu vastissima: il mito fu infatti molto rappresentato nelle dimore nobiliari. Nel 1606, Antonio Tempesta, amico di Caravaggio, illustrò proprio le Metamorfosi attraverso varie xilografie pubblicate ad Anversa. Una Uccisione di Medusa (1546), opera di Perin del Vaga, è raffigurata nell'appartamento farnesiano di Castel Sant'Angelo. Nel barocco, l'immagine trionferà a Palazzo Pallavicini Rospigliosi con l'opera di Giovanni Marozzi detto Giovanni da San Giovanni, del 1623, ma anche con Peter Paul Rubens, che dipinse la bellissima Testa di Medusa (1617-1618), ospitata nel Kunsthistorisches Museum di Vienna.
Nel suo dipinto, Caravaggio non raffigura l'uccisione di Medusa da parte di Perseo, ma la testa appena recisa, con il sangue che sgorga e la bocca spalancata nell'urlo (un'immagine affine per ciò che concerne l'urlo, la testa recisa ed il sangue che schizza è la Giuditta ed Oloferne del 1602 dello stesso Caravaggio). Lo schizzo di sangue che fuoriesce dalla testa mozzata di Medusa è un elemento che, generalmente, è associato all'immagine dell'uccisore, come in un'opera di Jacopo Ligozzi agli Uffizi del 1581. Secondo Giacomo Berra, Caravaggio avrebbe fuso, nel dipinto, due distinti aspetti del mito: l'immagine di Medusa riflessa nello scudo-specchio di Perseo e la testa del mostro collocata sull'egida di Minerva. Secondo lo studioso, la testa conserverebbe il suo valore apotropaico, cioè il suo valore magico-benefico, come il poeta Giovan Battista Marino nell'elogio dell'opera nella sua Galeria di una decina d'anni dopo, sembra voler considerare. Tuttavia, come sottolineato da Kimura, l'ipotesi non è sufficientemente attendibile.
Per ciò che riguarda la capigliatura della Medusa, alcuni hanno suggerito che Caravaggio si sia avvalso di alcuni disegni botanico-naturalistici di Jacopo Ligozzi posseduti dai Medici (e tuttora a Firenze, nel Gabinetto delle stampe e disegni degli Uffizi) raffiguranti delle vipere, e forse messi a disposizione di Caravaggio dal cardinal del Monte, frequentatore assiduo della Corte di Palazzo Vecchio e delle sue collezioni. L'ipotesi di Kimura è che l'opera di Caravaggio volesse dimostrare la superiorità della pittura (che può raffigurare tanto la luce che l'ombra), sulla scultura, che non ne ha la possibilità. A giustificare la tesi, lo studioso scrive che, nella stessa stanza dove era collocata la Medusa, si trovava anche uno scudo in ferro con il rilievo della testa della Medusa. Gli ospiti selezionati e lo stesso Granduca avrebbero avuto modo di "paragonare" i due scudi (uno dipinto e l'altro scolpito) visitando la sala della Galleria. Il tema era quello del dibattutissimo "paragone" fra pittura e scultura, di grandissima attualità durante tutto il Cinquecento è illustrato da Vasari nella sua Casa di Firenze nell’affresco il cui soggetto è Apelle. La tesi implica però una guida iconologica per Caravaggio.

## Restauri
La Medusa venne sottoposta a restauro (conclusosi nel 2002), dopo l'attentato di via dei Georgofili del 1993, nei pressi degli Uffizi, in conseguenza del quale aveva riportato danni strutturali di minima entità, ma che ne avevano compromesso il già precario stato di conservazione. Il restauro ha permesso di approfondire il valore dell'opera, che rientra nella tradizione degli scudi da parata cinquecenteschi. È stato accertato dalle analisi che il pittore utilizzò una rotella dell'epoca. La testa della Gorgone era infatti una delle immagini più utilizzate su questa particolare tipologia di scudi.